# Strychnine.213
Strychnine.213 – szósty studyjny album belgijskiego brutal death metalowego zespołu Aborted. Został wydany w 2008 roku przez Century Media Records.

## Lista utworów
1. Carrion
2. Ophiolatry On A Hemocite Platter
3. I35
4. Pestiferous Subterfuge
5. The Chyme Congeries
6. A Murmur In Decrepit Wits
7. Enterrement Of An Idol
8. Hereditary Bane
9. Avarice Of Vilification
10. The Obfuscate